# Istead Rise
Istead Rise – wieś w Anglii, w hrabstwie Kent, w dystrykcie Gravesham. Leży 20 km na północny zachód od miasta Maidstone i 36 km na wschód od centrum Londynu. W 2015 miejscowość liczyła 3410 mieszkańców.